# Polyzalos von Gela
Polyzalos oder Polyzelos (altgriechisch Πολύζηλος Polýzēlos) aus der Familie der Deinomeniden war im 5. Jahrhundert v. Chr. Tyrann von Gela.
Polyzalos war ein Bruder von Gelon von Syrakus und Hieron. Als Hieron nach dem Tod seines Bruders Gelon 478 v. Chr. Tyrann von Syrakus wurde, fiel Gela an Polyzalos.
Polyzalos ist nach der erhaltenen Weiheinschrift der Stifter der Bronzestatue des Wagenlenkers von Delphi.
| Personendaten    | Personendaten                                      |
| ---------------- | -------------------------------------------------- |
| NAME             | Polyzalos von Gela                                 |
| ALTERNATIVNAMEN  | Polyzalos                                          |
| KURZBESCHREIBUNG | Tyrann von Gela                                    |
| GEBURTSDATUM     | 6. Jahrhundert v. Chr. oder 5. Jahrhundert v. Chr. |
| STERBEDATUM      | 5. Jahrhundert v. Chr.                             |